# 伊那市立伊那北小学校
伊那市立伊那北小学校（いなしりつ いなきたしょうがっこう）は、長野県伊那市野底にある公立小学校。

## 通学区域
- 上牧、若宮、野底、福島、美原、前原、仙美[1]

## 児童数
- 270名、16学級うち特別支援学級5学級（令和7年度）[2]

## 進学先中学校
- 伊那市立東部中学校[3]